# Cryptoripersia lii
Cryptoripersia lii är en insektsart som först beskrevs av Brookes 1976.  Cryptoripersia lii ingår i släktet Cryptoripersia och familjen ullsköldlöss. Inga underarter finns listade i Catalogue of Life.